# Samaritana no poço

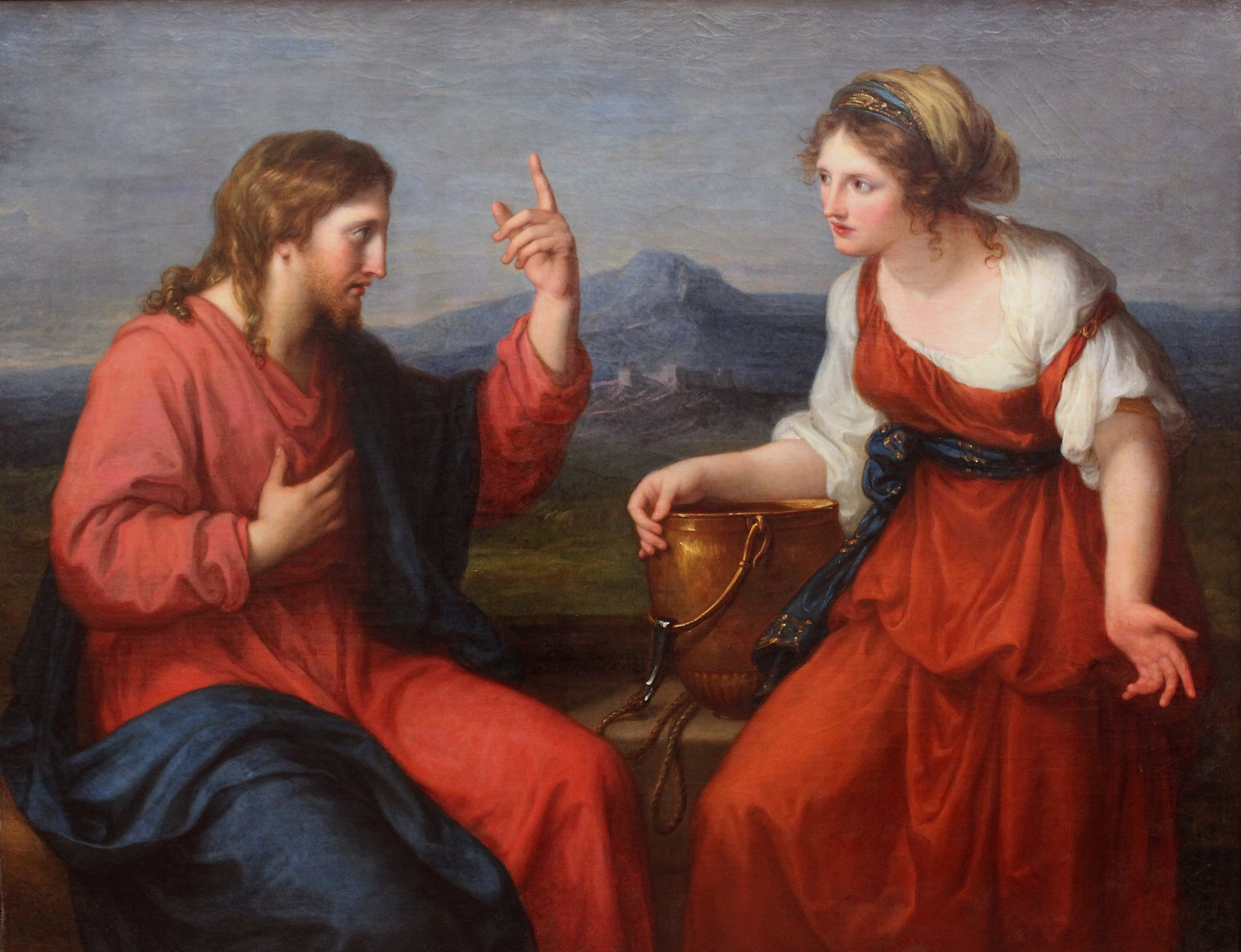
Cristo e a Mulher de Samaria (1769) por Angelika Kauffmann

A samaritana no poço é um episódio da vida de Jesus que aparece apenas no Evangelho de João, em João 4:4–26.

## Relato bíblico
De acordo com João:
| “ | «Precisava atravessar a Samaria. Chegou, pois, a uma cidade da Samaria, chamada Sicar, perto das terras que Jacó deu a seu filho José; era ali a fonte de Jacó. Cansado da viagem, estava Jesus assim sentado ao pé da fonte; era cerca da hora sexta. Uma mulher da Samaria veio tirar água. Disse-lhe Jesus: Dá-me de beber. Pois seus discípulos tinham ido à cidade comprar alimentos. Disse-lhe, então, a mulher samaritana: Como, sendo tu judeu, pedes de beber a mim, que sou mulher samaritana? Os judeus não se comunicam com os samaritanos.» (João 4:4–9) | ” |

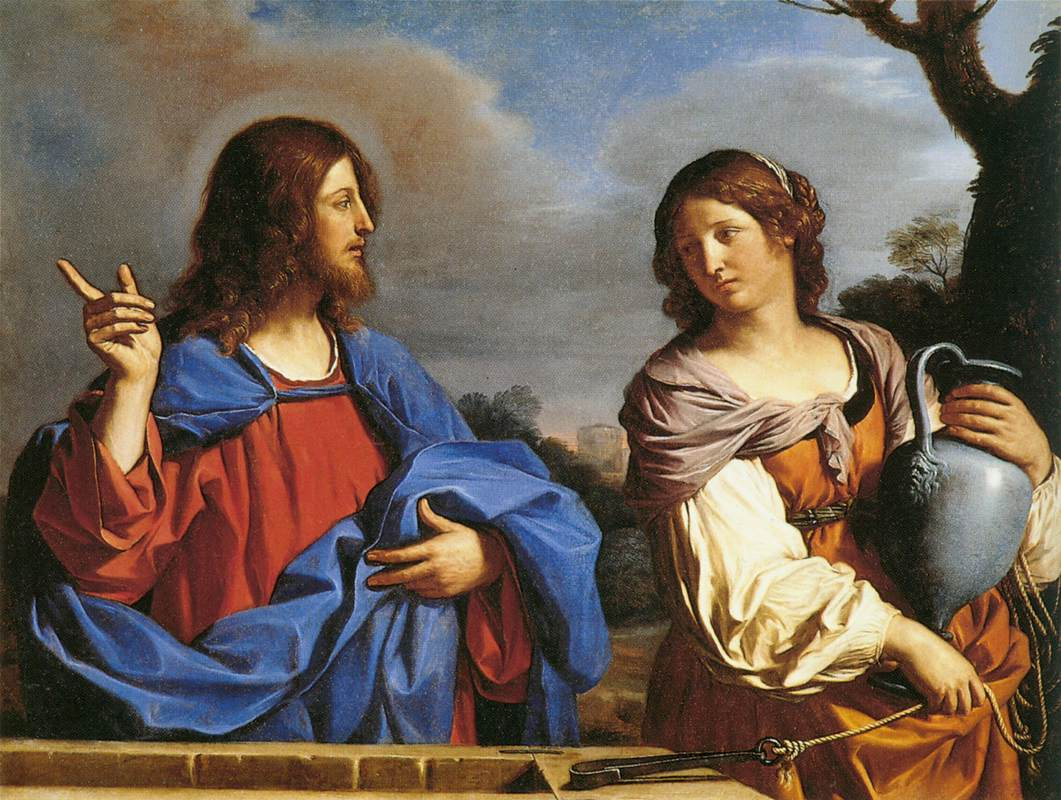
Cristo e a mulher de Samaria junto ao poço por Guercino

Este episódio ocorre após o retorno de Jesus à Galileia de acordo com Andrew Lincoln. Culturalmente, havia grande inimizade entre os judeus e os samaritanos, que eram considerados um povo de origem mista pelos judeus.
Este episódio é citado como sendo "um paradigma para o nosso engajamento com a verdade" no livro da cúria romana "Uma reflexão cristã na Nova Era", pois o diálogo diz: "Vós adorais o que não conheceis, nós adoramos o que conhecemos" (versículo 22) e oferece um exemplo de Jesus como sendo o portador da água da vida.
A passagem que está contida em João 4:10–26 é por vezes chamada de discurso sobre a Água da Vida, que complementa o discurso do Pão da Vida.

## Veneração

### Vida e martírio
Na Igreja Ortodoxa, a samaritana recebe por nome Fotina (Φωτεινή), cujo significado é "luminosa". Sua hagiografia relata que, após testemunhar seu encontro com Jesus, suas palavras levaram tantos à fé cristã que passou a ser vista como "Igual aos apóstolos". Eventualmente, pelas muitas conversões que provocava, Fotina teria chamado a atenção do imperador Nero, sendo trazida de Samaria para responder por sua fé ante ele. Após torturas foi martirizada, tendo seu corpo jogado em um poço seco, posteriormente sendo recuperado.

### Festas
Fotina é venerada como santa pela Ortodoxia, bem como pela tradição católica. Edições mais antigas do Martirológio Romano listam Fotina como uma mártir a ser celebrada no dia 20 de março.
Na Igreja Ortodoxa, sua memória se dá quatro domingos após a Páscoa, que é conhecido como "o domingo da mulher samaritana".
Fotina também é lembrada com uma festa menor no calendário litúrgico da Igreja Episcopal dos Estados Unidos no dia 26 de fevereiro.